# Burgstall Lageltshausen
Der Burgstall Lageltshausen bezeichnet eine abgegangene frühmittelalterliche Niederungsburg bei 491 m ü. NHN 620 m südsüdwestlich von Lageltshausen, einem Gemeindeteil der Stadt Freising im Landkreis Freising in Bayern. Die Anlage wird als Bodendenkmal unter der Aktennummer D-1-7636-0062 als „Abschnittsbefestigung des frühen Mittelalters“ geführt.

## Beschreibung
Die Anlage liegt südsüdwestlich von Lageltshausen. Der in etwa viereckige Burgplatz hat die Ausmaße von ca. 100 m in Nordwest-Südost-Richtung und ebenfalls 100 m in Südwest-Nordost-Richtung. Er liegt heute in einem Waldgebiet nordwestlich der Staatsstraße 2339.